# 索耶 (北达科他州)
索耶（英語：Sawyer），是美国北达科他州下属的一座城市。根据2010年美国人口普查，该市有人口357人。2011年估计该市有人口372人，相对于2010年，增长率为4.20%。